# كأس المكسيك 1933–34
كأس المكسيك 1933–34 هو موسم من كأس المكسيك. كان عدد الأندية المشاركة فيه 6، وفاز فيه Asturias F.C. ‏.